# Rathaus (Rheinfelden)

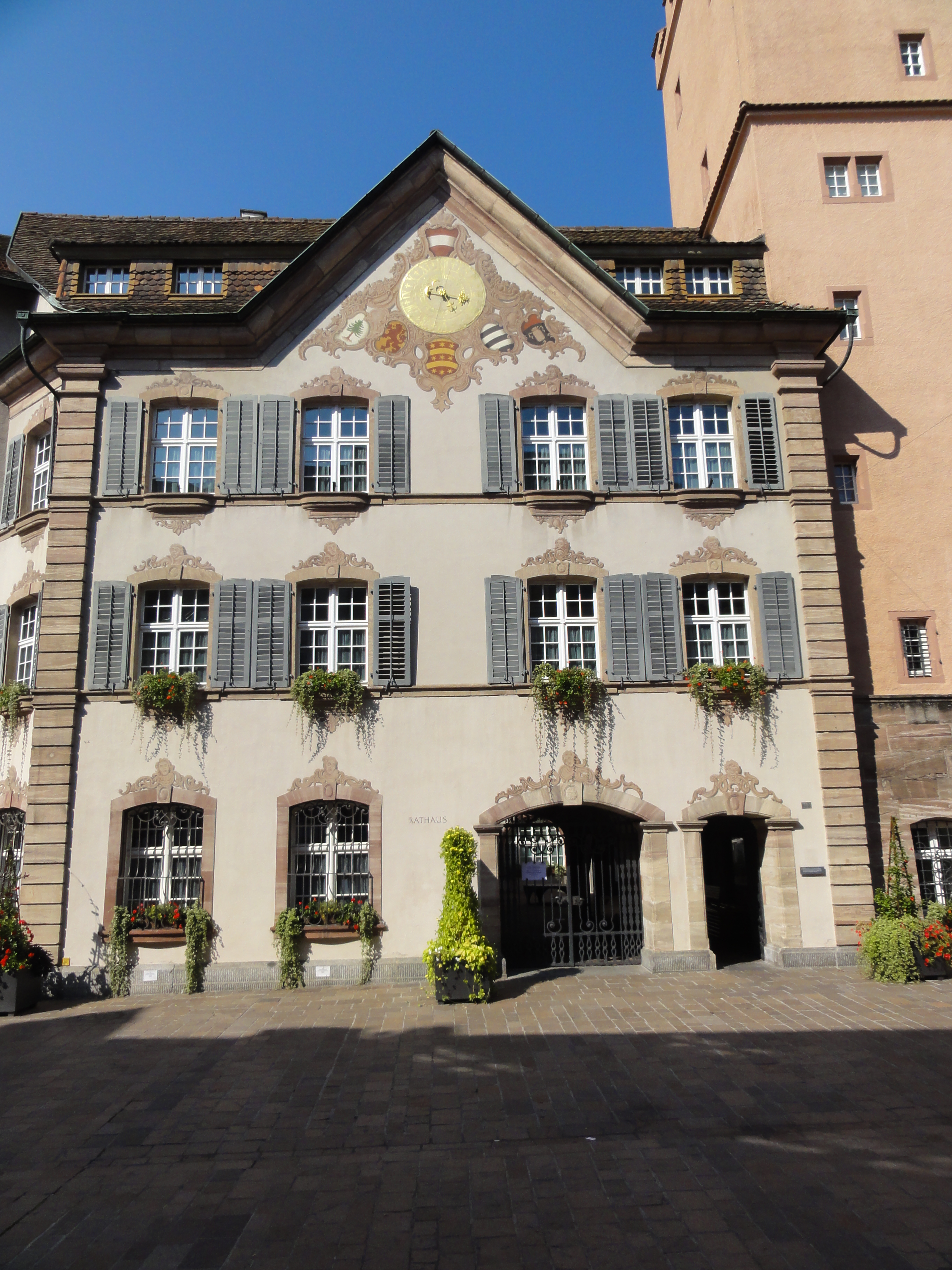
Hauptfassade des Rathauses

Das Rathaus ist der Sitz der Stadtverwaltung von Rheinfelden im Kanton Aargau. Es befindet sich im nördlichen Teil der Altstadt, zwischen der Marktgasse und dem Ufer des Rheins. Der Gebäudekomplex besteht aus vier Flügeln, die bis in das 14. Jahrhundert zurückreichen und um einen Innenhof gruppiert sind. Grosse Teile wurden 1531 bei einem Brand zerstört und im 17./18. Jahrhundert umgebaut, so dass heute der Barockstil überwiegt. Dominierender Blickfang ist ein siebengeschossiger Turm an der Marktgasse. Der grosse Ratssaal im Rheintrakt ist unter anderem mit einem kunsthistorisch besonders wertvollen, 15-teiligen Glasgemäldezyklus geschmückt. Das Rathaus ist als Kulturgut von regionaler Bedeutung eingestuft.

## Geschichte
Der erstmals 1316 urkundlich erwähnte Vorgängerbau stand vermutlich identisch mit dem späteren «Haus zum Stadtfähnrich», dem mittleren Teil des Marktgassentrakt. Bauarchäologische und dendrochronologische Untersuchungen weisen eine rege Bautätigkeit gegen Ende des 14. Jahrhunderts nach. 1389/90 wurde der Rheintrakt errichtet, 1392/93 der Rathausturm, 1395 der Ostflügel. 1530 erwarb die Stadt das «Haus zur Glocke» mitsamt dem dahinter liegenden Westflügel und dem Westannex. Dadurch konnte das Rathaus zu einer vierflügeligen Anlage erweitert werden. Ein Brand in der Nacht auf den 11. Februar 1531 vernichtete grosse Teile des Rathauses. Der Rheintrakt brannte bis auf die Umfassungsmauern aus, der Ostflügel bis auf das Fassadenmauerwerk. Der Wiederaufbau stand unter der Leitung der städtischen Bauherren Peter Bock und Melchior Erhart.
Von 1608 bis 1612 erfolgte eine Renovierung des grossen Ratssaales, 1613/14 der Neubau der kleinen Ratsstube. Am Ostflügel entstand 1612 eine Freitreppe, die den bisherigen Treppenturm ersetzte. Im späten 17. Jahrhundert diente die Gewölbehalle des Hauses zum Stadtfähnrich als Standplatz für Tuchhändler. Die Häuser zur Glocke und zum Stadtfähnrich beherbergten ab dem frühen 18. Jahrhundert die Stadtschreiberei und Wohnungen für städtische Bedienstete. Beide Häuser wurden 1767 renoviert, um ein Stockwerk reduziert sowie mit einer durchgehenden Fassade und einem neuen Dachstuhl zum heutigen Marktgassentrakt zusammengelegt. 1803 musste im Rathauskomplex zusätzlicher Platz für die Bezirksverwaltung geschaffen werden. Zu diesem Zweck richtete man im Westannex einen Gerichtssaal, eine Kanzlei und ein Archiv ein. 1855 zog die Kanzlei in den westlichen Teil des Rheintrakts um, 1889 wurden im östlichen Teil vier Gefängniszellen eingerichtet.
Wegen des schlechten baulichen Zustandes wurde das Rathaus von 1908 bis 1911 nach Plänen der Architekten Curjel & Moser umfassend renoviert. Die Arbeiten standen unter der Leitung von Heinrich Liebetrau und umfassten die Aufstockung des Rheintrakts um ein Geschoss, die Rekonstruktion der hofseitigen Rundbogentore, den vollständigen Neubau des Westannexes, ein neues Treppenhaus im Ostflügel, einen Neuaufbau des Turms ab dem zweiten Obergeschoss und die Erneuerung des Daches des Marktgassentrakts. Wegen der notwendigen massiven Eingriffe wählten die Architekten mit neugotischen Adaptionen eine konservative Linie. 1930 erwarb die Stadt das westlich angrenzende «Haus zum Wilden Mann» (1959/60 baulich integriert). Zwischen 1995 und 2008 wurde das Rathaus etappenweise renoviert.

## Bauwerk

### Marktgassentrakt
Der dreigeschossige Gebäudeflügel entstand durch Zusammenschluss und Vereinheitlichung der Häuser «zum Stadtfähnrich» und «zur Glocke». Die barocke Hauptfront mit vier Achsen besitzt eine kraftvolle Gliederung. Deutlich abgeknickt stellt eine fünfte Achse die Verbindung zum zurückversetzten «Haus zum Wilden Mann» her. Vom hellen Putz heben sich die Hausteinglieder aus Sandstein und aufgemalte Rokoko-Bekrönungen der Fenster- und Türöffnungen ab, jeweils mit blassroter Farbgebung. Die Fassade wird von Rustizierte Eckpilaster eingefasst. Mit diesen verkröpft sind die Sohlbankgesimse der Obergeschosse und das Karnies-Kranzgesims. Das innere Segmentbogentor besitzt einen Schlussstein mit dem Stadtwappen, das äussere mit der Jahreszahl 1767. Paarweise angeordnete Fenster mit Schlusssteinen und ausbuchtenden Simsen sind von Rocaillen überhöht. Weitere Rocaillen umranken ein vergoldetes Zifferblatt im Dreiecksgiebel und sechs Kartuschen mit Wappen (über der Uhr der österreichische Bindenschild, darunter die Wappen der Grafschaft Hauenstein, der Städte Laufenburg, Rheinfelden und Säckingen sowie der Truchsessen von Rheinfelden, letzteres ersetzte 1911 das Stadtwappen von Waldshut).

### Rathausturm

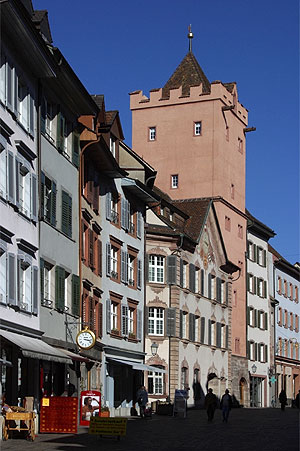
Rathausturm

Der siebengeschossige Rathausturm ragt östlich des Marktgassentrakts auf. Das bossierte Erdgeschoss mit Bogentor und Stichbogenfenster wird durch einen profilierten Gesimsgurt abgeschlossen. Die darüber liegenden Geschosse sind verputzt und besitzen unregelmässig verteilte Fensteröffnungen. Ein weiteres Gesims trennt das vierte vom fünften Obergeschoss. Den Abschluss bildet ein Zinnenkranz, der seitlich von drachenköpfigen Wasserspeiern begleitet wird. Zuoberst ist ein vergoldeter Helmknopf mit Stadtbanner. Ein Glockengiebel besetzt die Mitte der vorderen Zinnenreihe, darin ist eine Glocke aus dem 15. Jahrhundert Glocke aufgehängt. Der Raum im Erdgeschoss besitzt ein vierteiliges, auf einem verputzten Mittelpfeiler ruhendes Kreuzgewölbe. Das 1911 installierte Uhrwerk in der Turmstube treibt vier Uhren im Ratssaal, im Gemeinderatszimmer, im Innenhof und in der Markgassenfassade an.

### Rheintrakt
Der Rheintrakt schliesst den Gebäudekomplex gegen den Rhein hin ab. Das rechteckige, dreigeschossige Bauwerk besitzt ein Satteldach. Über den Rundbogenöffnungen von 1911 im Erdgeschoss reihen sich drei dreiteilige nachgotische Staffelfenster von 1531/32. Ein Wandgemälde von Paul Altherr (1911) stellt den Heiligen Georg beim Drachenkampf dar; das rechteckige Gemälde umschliesst die Hofuhr mit vergoldetem Stundenkreis. An der rheinseitigen Fassade sind die gotisierenden Fenster dem historischen Bestand angepasst, ansonsten stammen nur die Fensterbänder der beiden Ratsstuben aus der Zeit des Wiederaufbaus von 1531/32.
In der Vorhalle des ersten Obergeschosses sind die vergipsten Dachbalken mit hallem Beschlagwerk auf ockerfarbenen Grund verziert. An den Wänden hängen Tafelbilder aus städtischem Besitz. Durch eine zweiflügelige spätbarocke Füllungstür in der Westwand erreicht man den grossen Ratssaal. Die Tür an der Ostwand führt ins Gemeinderatszimmer; der Türsturz ist mit spätgotischer Flachschnitzerei verziert (Wappen Österreichs und Rheinfeldens). Das Gemeinderatszimmer besitzt ein Tonnengewölbe in Längsrichtung, Täfer an Wänden und Decke sowie einen ausladenden schmiedeeisernen Kronleuchter. In der mittleren Öffnung des fünfteiligen Staffelfensters ist eine gläserne Rheinfelder Wappenscheibe montiert, an der Südwand hängt eine Wanduhr von 1765.
Eine spätgotische Leistendecke überspannt den nahezu quadratischen Ratssaal. An der Mittelrippe der Decke hängt ein reich verzierter Geweihleuchter; ein Greif hält in seinen Klauen einen Schild und ein Banner mit dem Stadtwappen. Die kraftvollen Fenstersäulen der Staffelfenster in der Nord- und Südwand sind zwischen Sockel- und Kämpferstücke gestellt und steinfarbig gefasst. An der östlichen Saalwand hängt ein Wanduhrengehäuse von 1727 mit barocken, teilvergoldeten Schnitzereien. Der barocke Tisch besitzt eine Schiefereinlage, deren Rahmen mit geometrischen und floralen Mustern intarsiert ist. An der Westwand hängen Gemälde österreichischer Herrscher.
Ein besonders wertvoller Teil der Ausstattung des Ratssaals sind 15 Kabinettscheiben, die nach dem Rathausbrand (1531) von den österreichischen Landesherren, den befreundeten Waldstädten und einheimischen Adligen gestiftet wurden. Die gesamte, im Jahr 1533 fertiggestellte Serie wird dem Freiburger Glasmaler Hans Gitschmann von Robstein zugeschrieben. Motive an der Nordseite sind: Wappen der Grafschaft Hauenstein, Stadtscheibe von Laufenburg, Stadtscheibe von Säckingen, Wappen von Hans Jakob Truchsess von Rheinfelden, Allianzwappen des Hans Rudolf von Schönau und der Magdalena Blarer von Girsberg, Wappen des Caspar von Schönau. An der Südseite sind folgende Motive zu sehen: Wappen des Hans Werner Truchsess von Rheinfelden, Allianzwappen des Itteleck von Reischach und der Ursula von Pforr, Wappen des Adelberg III. von Bärenfels, Stadtscheibe von Waldshut, Allianzwappen des Grafen Rudolf V. von Sulz und der Margarete von Sonnenberg, Wappen des Erzherzogs Ferdinand I. von Österreich, Wappen des Kaisers Karl V., Wappen des Königs Ferdinand I.

### Ostflügel
Vor dem Ostflügel steigt eine Freitreppe hinauf. Die spätgotische Masswerkbrüstung in Form aneinandergereihter Kreise besteht aus Buntsandstein. Auf dem Antrittspfosten steht eine Statue der Klugheit, ein Werk des Bildhauers Karl Killer. Am oberen Ende der Treppe befinden sich zwei aufwändig gestaltete Spätrenaissance-Prunkportale von 1613; das linke führt in die Vorhalle des Rheintrakts, das rechte in das Treppenhaus des Ostflügels. Reich instrumentierte Rechteckrahmungen mit verkröpften Gebälken umfassen ihre Rundbogenöffnungen. Das Ostflügel-Gebäude trägt ein ausladendes Pultdach. Die beiden oberen Geschosse werden von einem weiteren Wandgemälde von Paul Altherr überzogen, einer 1911 entstandenen monumentalen Darstellung der Schlacht bei Sempach.

### Westflügel
Der von Curjel & Moser vollständig neu errichtete Westflügel trägt ein Mansarddach. Mächtige Buntsandsteinpfeiler in der Form stämmiger Atlanten (ebenfalls Werke von Karl Killer) flankieren den zentralen Eingang. Die 1945 vom Bildhauer Otto Frey-Thilo geschnitzten Türpfosten personifizieren sechs Figuren der Stadtverwaltung (Fürsorgerin, Richter, Schreiber, Säckelmeister, Bauverwalter und Förster). Der ebenfalls weitgehend erneuerte Westannex weist zum Hof hin Rundbogenfenster und neugotische Zwillingsfenster auf, zum Rhein hin gotisierende Staffel- und Reihenfenster.

### Innenhof
Im Innenhof steht seit 1841 ein ovaler Schalenbrunnen aus Mägenwiler Muschelkalk, für den Brunnenstöck schuf Karl Killer 1911 eine Bekrönung in Form eines Kentaurenkindes. Der Zähringertisch erinnert an die 850-Jahr-Feier Rheinfeldens im Jahr 1980. Auf diesem sind das Wappen der Zähringer und aller von ihnen gegründeten Städte abgebildet.